# جون بلين
جون بلين (بالإنجليزية: John Blain)‏ هو لاعب كريكت ولاعب كرة قدم بريطاني، ولد في 4 يناير 1979 في إدنبرة في المملكة المتحدة. شارك مع منتخب اسكتلندا الوطني للكريكت. أما مع النوادي، فقد لعب مع نادي فالكيرك.